# Trnová (Plzeň)
Trnová é uma comuna checa localizada na região de Plzeň, distrito de Plzeň-sever.